# Győző Török
Győző Török (22 de maio de 1935) foi um ciclista húngaro que competiu no ciclismo nos Jogos Olímpicos de Verão de 1960, representando a Hungria.